# Stromae
Paul Van Haver (holland kiejtése: [ˈpʌul vɑn ˈɦaːvər]; Brüsszel, 1985. március 12. –), művésznevén Stromae (francia kiejtése: [stʁɔmaj]) belga énekes, rapper, dalszerző és producer. Ismertségét 2009-ben szerezte meg, amikor kiadta Alors on danse dalát a Cheese című stúdióalbumáról. Ezzel egy időben megalapította saját, Mosaert elnevezésű kiadóját, hogy elkészítse debütáló albumát. A későbbiekben olyan stílusával szerzett nevet magának, amely a melankolikus témákat táncolható zenével ötvözi.
2013-ban megjelent második stúdióalbuma, a Racine carrée komoly kritikai és kereskedelmi sikert aratott, olyan slágerekkel, mint a Papaoutai, a Formidable és a Tous les mêmes. Az album első helyezést ért el többek között Franciaországban, ahol több mint kétmillió példányban kelt el. Az ezt követő turné felhelyezte őt a nemzetközi térképre, több mint kétszáz fellépéssel mintegy húsz országban, amelyeken összesen 1,6 millió ember vett részt. Miután a turné után elvesztette motivációját és komoly egészségügyi problémái támadtak, Stromae visszavonult a zenei életben és a médiában. 2015 és 2021 között elsősorban produceri munkákat vállalt, miközben a Mosaert nevű kiadója projektjein dolgozik, többek között egy uniszex prêt-à-porter kollekción. Emellett közreműködött Orelsan La Pluie, valamint a Coldplay Arabesque című dalában.
Zenei visszatérését a Santé című dalával tette 2021 októberében, majd 2022 januárjában megjelent a L'Enfer című dala, amelyet a TF1 20 heures című műsorában elénekelt élőben. Harmadik stúdióalbuma, a Multitude 2022. március 4-én jelent meg.
2023 augusztusában a Papaoutai című dalához készült videoklipjével Indila után ő lett a második előadó, akinek egy francia nyelvű dalának megtekintése meghaladta az egymilliárdot.

## Gyermekkora
Paul van Haver Brüsszelben született és a város Laeken negyedében nőtt fel, egy ruandai tuszi apa, Pierre Rutare és egy flamand anya, Miranda van Haver gyermekeként. Egy interjúban elmondta, hogy apai ágon távoli szomáliai örökséggel is rendelkezik. Őt és testvéreit édesanyjuk nevelte fel, mivel apját, aki építészmérnök volt, az 1994-es ruandai népirtás során megölték, amikor meglátogatta a családját.
Édesapjáról 2019-ben így nyilatkozott: „Az apám soha nem volt ott nekem. Azonnal elment. Csapongó volt. Sokkal később tudtam meg, hogy vannak féltestvéreim. Építész volt, aki ide-oda járt Belgium és Ruanda között. Életemben vagy hússzor találkozhattam vele, és a ruandai népirtás idején halt meg. De ő már eltűnt számomra, és amikor megtudtam a halálhírét, nem sírtam. Talán nem készültem fel rá. Tény, hogy nem fogjuk tudni bepótolni az elvesztegetett időt ezzel az apával, akit nem láttunk, amikor kicsi voltam.”
A jette-i Sacré-coeur de Jette jezsuita iskolába és a Godinne-i Collège Saint-Paulba járt, miután 16 évesen megbukott az állami iskolarendszerben. Még az iskola alatt barátaival egy kis rap-csapatot alakított. Korai zenéjére többek között a belga énekes-dalszerző Jacques Brel, a son cubano és a kongói rumba volt hatással.

## Karrier

### 2000–2009ː Korai karrier
2000-ben Opmaestro néven kezdett fellépni rapperként. Elmondása szerint Booba francia rapper Temps mort című albuma nagy hatással volt rá. Mivel művészneve már foglalt volt, megváltoztatta azt, és a Stromae mellett döntött, ami a szlengben a „maestro”-nak felel meg. 18 évesen összeállt egy J.E.D.I. nevű előadóval, akivel duót kialakítva jelentek meg Suspicion néven. Ekkor írták meg Faut Qu’t’arrêtes Le Rap című számukat. Később aztán J.E.D.I. úgy döntött, hogy kilép a formációból, így Stromae szólókarrierbe kezdett. Stromae 2005-ben egy sor koncertet adott, 2006-ban részt vett a Hip-Hop Family, 2007-ben pedig a Juste debout Benelux fesztiválon.
Egy évig a Quick gyorsétteremláncnál dolgozott, hogy finanszírozni tudja tanulmányait. Mivel nem volt elegendő megtakarítása, beiratkozott az INRACI filmiskolába, ahol hangmérnöknek tanult. A pénzt első albumába, egy négyszámos EP-be fektette, melynek címe Juste un cerveau, un flow, un fond et un mic... volt. Számos rapperrel dolgozott együtt, többek között BdBanx-szal és Berettával a Dès le départ című dalon, valamint Kery James-szel. 2008-ban négyéves kiadói szerződést kötött a Because Music és a Kilomaître kiadóval. Ő komponálta a Cette fois című kislemezt, amelyet Melissa M adott elő az Avec tout mon amour című albumon, és négy szerzeményt készített Kery James À l'ombre du show business című albumához, köztük a Ghetto című dalt, valamint Anggun Si je t'emmène című dalát az Elevation című albumon. Ezzel párhuzamosan videókat tett fel az internetre, amelyekben Les leçons de Stromae címmel kommentálta zenei alkotásait.
2009-ben szakmai gyakorlatot végzett a brüsszeli NRJ rádiónál. Ott Vincent Verbelen, zenei menedzser meglátta a Stromae-ban rejlő potenciált. 2010-ben Stromae megalapította saját zenei produkciós cégét, a Mosaert-et (a Stromae anagrammája), és a Universal Music France-szal szerződést kötött a promócióra és a forgalmazásra.

### 2010–2011ːCheeseés nemzetközi siker

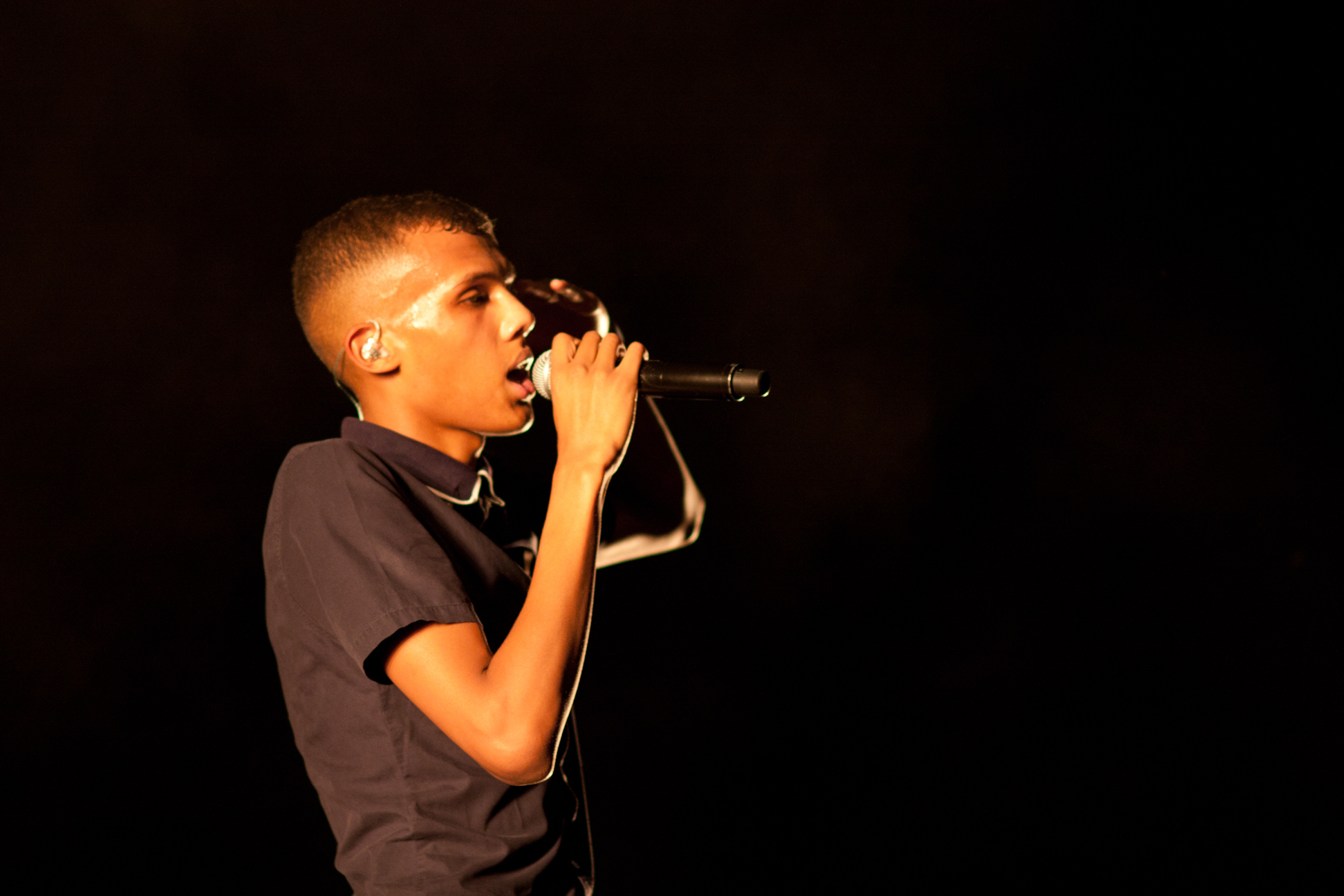
Stromae fellépés közben 2011-ben

Stromae kiadta első két kislemezét, az Alors on danse-et, majd az Up Saw Liz-t, bevezetésként debütáló albumához, amely 2010. június 21-én került a lemezboltokba, és június 14-én digitálisan is megjelent. Egy interjúban elárulta debütáló albumának címét: Cheese, utalva az osztályképeken látható mosolygó arcokra. Az online kritikák és a francia zenei sajtó gyakran hasonlította Stromae hangját Gaëtan Rousselhez, a francia Louise Attaque együttes énekeséhez. Az Alors on danse sikere néhány héten belül átterjedt más európai országokra is, a dal Franciaországban, Németországban, Belgiumban, Svájcban és Québecben is a slágerlisták élén végzett. 2010. április 3-án, az NRJ Music Tour keretében Fadila Laanan, Belgium francia nyelvű közösségének kulturális minisztere átadta a Stromae-nak a 2009-es év legjobb francia nyelvű belga új előadónak NRJ-díjat. 2010. szeptember 2-án megjelent az Alors on danse remixe, amely Stromae és Kanye West együttműködésének eredménye. A dalból több feldolgozás is készült. A Te Quiero című számát 2018-ban Paul Kalkbrenner is remixelte az Open Air Buenos Airen. Pascal Nègre-t elcsábította „a dalainak ereje, a tehetség, ami kiugrott belőle”, és „azért is, mert elég nagy volt a felhajtás, valami 300 000 körüli oldalmegtekintés volt a MySpace-jén”.
2010. szeptember 20-án Stromae-t jelölték a november 7-én Madridban megrendezett MTV Europe Music Awards 2010 regionális díjára az Alors on danse című dallal. Ezt követően jelölték a 2010-es Prix Constantinra, amely az év során felfedezett előadók albumait díjazza. 2010 október elején Stromae kiadta az Alors on danse új, akusztikus-szimfonikus változatát a Brive-la-Gaillarde zenekarral. A House'llelujah című harmadik kislemezét Klaas remixelte, aki az Alors on danse-t is újrakeverte a 300 jours déjà... című szolidaritási koncertjére, melyet Hervé Ghesquière és Stéphane Taponier tiszteletére rendeztek. 2010 decemberében Stromae egy teaser videót tett közzé a Facebook-oldalán a pályafutásáról szóló Cheap Team dokumentumfilmhez, amely a Cheese deluxe változatán jelent meg. Stromae egyike volt a 2011-es European Border Breakers Award (EBBA) tíz nyertesének, amely olyan új európai előadókat és együtteseket díjaz, akiknek debütáló albuma külföldön is sikert aratott. Alors on danse című dala a negyedik Music Industry Awards (MIA) díjátadón – amely a legjobb belga művészeket ismeri el Flandriában – a „2010-es év slágere” lett. A kulturális kategóriában „2010-es év brüsszeli polgárának” választották. 2010 decemberében Stromae először koncertezett Franciaországban, a Rennes-i Rencontres trans musicales rendezvényen. Szerepelt Jamel Debbouze Made in Jamel című DVD-jén, amely 2010. december 1-jén jelent meg.
2011 januárjában Stromae-t jelölték az NRJ Music Awards-on az „év francia dala” kategóriában az Alors on danse című daláért. A 2011-es Globes de cristalra a legjobb férfi előadónak járó díjra jelölték. 2011. február 9-én a Victoires de la musique díjátadón győzelmet aratott az elektronikus zene/tánc kategóriában a Cheese című albumáért. 2011. május 23-án a francia televíziós műsor, a Taratata felvételei során Stromae előadta az Alors on danse és a Don’t Stop the Party című dalok medley-jét a Black Eyed Peas-szel. Bejelentette, hogy június 24-én és 25-én a Stade de France-ban két koncerten is csatlakozik az együtteshez. Stromae a Black Eyed Peas frontemberével, Will.i.am-mel januárban találkozott a cannes-i NRJ Music Awards-on, és utóbbi azt mondta, hogy nagyon tetszett neki az Alors on danse, és hozzátette, hogy szeretne vele együttműködni. A 2014-es NRJ Music Awards-on Stromae a színpadon Will.i.am-mel közösen lépett fel a Papaoutai című számmal. Stromae az évet az MTV Europe Music Awards 2011-es díjátadón a „Legjobb belga előadó” kategóriában való jelöléssel zárta, de végül a dEUS nyert. Ebben az időszakban Stromae különböző gálákon és koncerteken adta elő TC Matic egyik dalát, a Putain Putain-t, néha duettben Arno-val kiegészülve.

### 2012–2016ːRacine Carrée
A Les Inrocks magazinnak 2011 októberében adott interjújában Stromae elárulta, hogy következő albumán, amely akkor még csak „vázlat” volt, „több afro hatás, erős ütőhangszerek, kubai hangzás vagy kongói rumba” lesz. 2013. május 7-én Facebook-oldalán jelentette be a Papaoutai megjelenését, második stúdióalbumának első kislemezét. A szám május 13-án jelent meg digitálisan. Az új albumhoz Stromae egy trió felvételt is készített Orelsannal és Maître Gimsszel. 2013. május 22-én egy videó került fel a YouTube-ra, amelyen az énekes láthatóan ittas a brüsszeli Place Louise tér közepén. A videó nagy port kavart. Két nappal később, 2013. május 24-én a France 2 televíziós csatorna Ce soir (ou jamais!) című műsorának végén előadta új dalát, a Formidable-t. Néhány nappal később közzétette a dalhoz készült videoklipet, amelyben egy részeg férfit alakít, aki szakított a barátnőjével. A videót teljes egészében az utcán, az Avenue Louise brüsszeli villamosmegálló közelében forgatták rejtett kamerákkal. Három nappal a megjelenése után a klipet hárommillióan nézték meg, ami rekordnak számít egy belga előadó esetében.

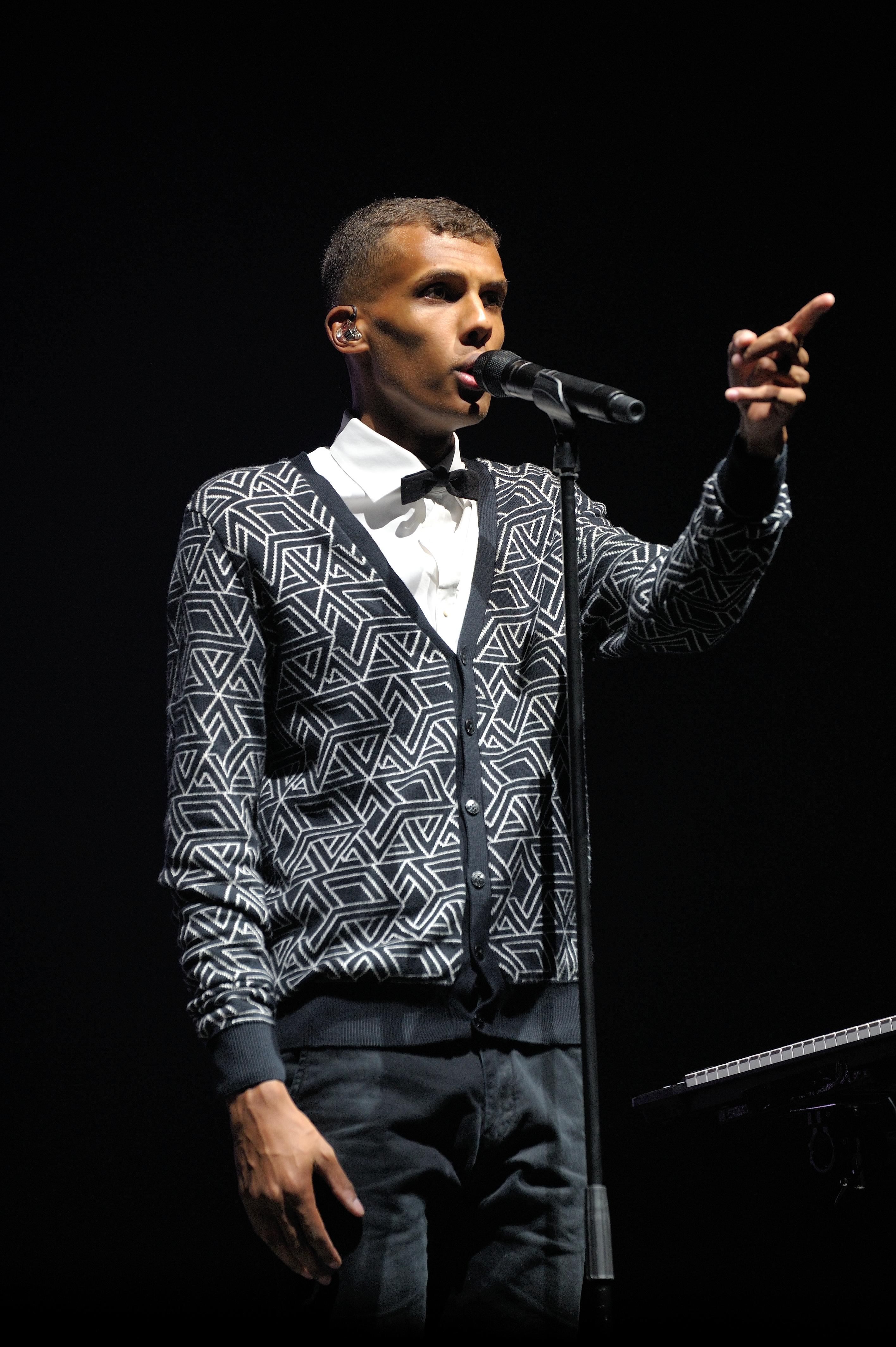
Stromae 2014-ben

2013. június 26-án Stromae bejelentette új, Racine carrée Tour elnevezésű turnéjának első dátumait. A nagy kereslet miatt további dátumokkal bővítették a turnét. A Racine carrée augusztus 16-án jelent meg, és Belgiumban, Franciaországban, Svájcban és Québecben első helyezést ért el az eladásokban. 2013. augusztus 25-én Major Lazer meglepetésvendége volt a Rock en Seine 2013 fesztiválon, ahol előadta a Papaoutai-t. Augusztus 31-én az RTBF DJ Experience című műsorának vendége volt. Stromae számos más előadó mellett lépett fel szeptember 28-án a Stade de France-ban az Urban Peace 3 koncerten. 2013 októberében a Formidable elnyerte az év dalának járó Rolf Marbot-díjat. Novemberben Stromae elnyerte a „Legjobb belga előadó” díjat az MTV Europe Music Awards-on. Az NRJ Music Awards-on is jelölték az „Év francia nyelvű férfi előadója” kategóriában, valamint kétszer az „Év videóklipje” kategóriában a Formidable és a Papaoutai című dalokért. 2014 őszén párizsi Grévin Múzeumban viaszszobrot állítottak neki.
2014 szeptemberében Stromae a Complex magazinnak azt nyilatkozta, hogy úgy döntött, felfüggeszti zenei karrierjét: „Azt hiszem, a második lemez sikere annyira jelentős volt, hogy kiveszek egy kis szünetet, hogy visszatérjek a normális élethez, normális legyek, és eltűnjek két-három, vagy akár négy évre, mielőtt még egyet csinálnék. Nem tudom”, majd hozzátette: »Vissza akarok térni a normális élethez«. 2014. szeptember 17-én Stromae megkezdte amerikai turnéját. Stromae az Egyesült Államokban és Kanadában többször is koncertezett Philadelphia, Washington, New York, Boston, Toronto, Chicago, Minneapolis, Vancouver, San Francisco és Los Angeles városaiban. Részt vett Az éhezők viadala: A kiválasztott – 1. rész című film soundtrackjén a Meltdown című számmal (közreműködik benne Lorde, Pusha T, Q-Tip és HAIM), amely 2014. november 18-án jelent meg. Stromae közreműködése ezen a számon valójában csekély, hiszen a Racine Carrée című lemezen szereplő Merci dallamának egyszerű feldolgozásáról van szó, a vendégelőadók vokálszólóival.
2015 áprilisától folytatta amerikai (Egyesült Államok, Brazília, Kanada), valamint ázsiai és afrikai turnéját. A turné 2015. június 11-én ideiglenesen megszakadt, amikor Stromae-t haza kellett szállítani Brüsszelbe, miután összeesett a KDK brazzaville-i nagykövetségén. Az egészségi állapotának romlása a mefloquin nevű, szájon át szedhető maláriaellenes gyógyszer mellékhatásaival függött össze, amely súlyos neurológiai és pszichiátriai zavarokat okozhat. Ennek ellenére ő volt az első belga előadó, aki 2015. október 1-jén fellépett a New York-i Madison Square Gardenben. A Le Figaro szerint a Stromae Madison Square Gardenben adott koncertje egy sikeres amerikai turné diadalmas lezárása volt. Racine carrée turnéja során összesen csaknem kétszáz koncertet adott szerte a világon, és több mint egymillió nézőt vonzott. 2015. április 1-jén jelent meg a Carmen című dalhoz készült videóklip, amelyet Sylvain Chomet rendezett, és negyvennyolc óra alatt közel nyolcmillióan nézték meg. 2015. szeptember 14-én jelent meg a Quand c'est ? című dalhoz készült videóklip, amelyben egy démonra emlékeztető furcsa lénnyel küzd meg. Végül meghal, és csatlakozik a többi üres lélekhez, akik szintén alul maradtak a rák elleni harcban. A videó a YouTube-on huszonnégy óra alatt közel 3,5 millió megtekintést ért el. A klipet az egykori Jeusette színházban forgatták a Ougrée kerületben.
2015. december 11-én jelent meg Franciaországban a Racine carrée Live című koncert-DVD. A külföldön már több mint 500 000 példányban eladott album 2015 végére megközelítette a kétmilliót Franciaországban. A Mosaert művészeti vezetőjével, Luc Junior Tammal (aki a féltestvére) és Martin Scalival közösen rendezte a Yael Naim Coward című dalához készült videóklipet, amely 2016. november 30-án került fel az internetre.

### 2016–2020ː Visszavonulás
2016. december 1-jén Stromae megerősítette, hogy karrierjét szüneteltetni kívánja. Szeretne egy kicsit „árnyékban” maradni, és a Mosaert nevű kiadójának szentelni magát, amelyet testvérével és művészeti vezetőjével, Luc Junior Tammal alapított. Később bejelentette, hogy távollétét kiégés okozta. Azonban továbbra is készített zenéket olyan előadóknak, mint Disiz la Peste, Orelsan, Vitaa, Caballero és JeanJass. Bigflo és Oli második, La Vraie Vie című albumán a Dommage című szám megírásában segédkezett. Részt vett az MHD 19 című, 2018 szeptemberében megjelent albumának elkészítésében is.
2017-ben ismét énekelt Orelsan La Pluie című dalában, amely a La fête est finie című albumról származik, és amelyen ő volt a Tout va bien producere is. Miután két és fél évig nem vállalt fellépéseket, 2018 márciusában meglepetést okozott azzal, hogy megjelent egy brüsszeli Orelsan-koncerten, ahol a La Pluie-t énekelte. 2018. április 6-án kiadta első kislemezét több mint három év után Défiler címmel, amely a „Capsule 5” új kollekciójának megjelenését kísérte. A dalt a testvérével, Luc Junior Tammal közösen komponálta. A dal szövege a francia nyelvben a „défiler” („felvonulni/elhaladni”, gyakran használják a kifutón sétáló modellekre), a „fil” (fonál, vonal) és a „filer” (elszállni) szavak jelentésével játszik, a modellkedés és a felszínesség témáját idézve; az élet száguldása; a sorban állás vagy a hajszálon függés. 2019-ben szerepelt az Arabesque című számban, amelyet a brit Coldplay együttes Everyday Life című nyolcadik albumára rögzített. Ugyanezen év november 22-én a Coldplay-jel együtt élőben adta elő a dalt az interneten a jordániai Amman citadellájából.

### 2021–jelenːMultitude

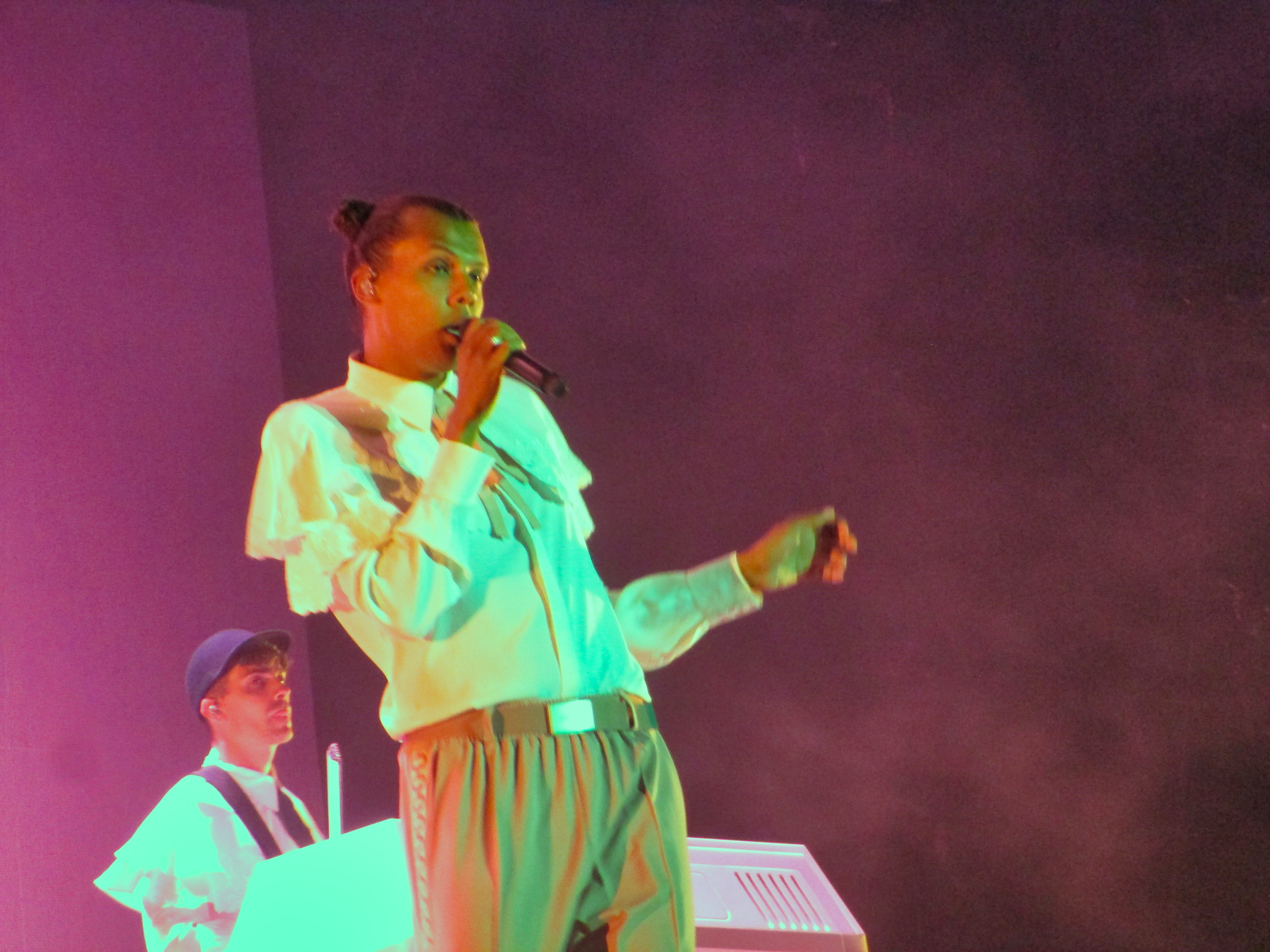
Stromae a 2022-es Rock en Seine fesztiválon

2020. november 10-én, a Mosaert ruházati márkája tizedik évfordulója alkalmából tartott első élő Instagram-közvetítése során említette, hogy új zenén dolgozik. Végül 2021. október 15-én jelent meg három év után első kislemeze, amely a Santé címet kapta. Amikor egy 2022-es interjú során megkérdezték tőle, hogy a Santé a Covid19-járvány idején dolgozókról szól-e, azt mondta: „Nem, nem egészen”. Stromae kifejtette, hogy a dalt Rosáról, a házát takarító nőről írta, és hogy a dal az emberek ünnepléséről szól, akik „csak dolgoznak, míg mi bulizunk”. A dalhoz sajátos táncmozdulatok is tartoznak, amit Stromae kifejezetten ez alkalomból talált ki, és a videóklipben is látható. 2021. december 8-án bejelentette, hogy harmadik stúdióalbuma, a Multitude 2022. március 4-én jelenik meg. 2022. január 9-én bemutatta az album második kislemezdalát, a L’enfer-t. A dalt élőben adta elő a TF1 televízió 20 órai híradójában. Egyesek elítélték a tájékoztatás és a szórakoztatás összekeverését, míg mások elismerően nyilatkoztak róla, köztük Tedros Adhanom Ghebreyesus, a WHO igazgatója, aki megköszönte az énekesnek, hogy „az öngyilkosság nehéz témájával foglalkozott”.
A Fils de joie a Fifa 23 játék soundtrackjén jelent meg, míg a Mon Amour-t újrakeverték és duettként vették fel Camila Cabellóval, a videóklip pedig a valóságshow-k világát parodizálta. Az album háromszoros platinalemez lett Franciaországban (több mint 300 000 eladás), és nemzetközileg is átlépte a 300 000-es eladási határt. 2023 áprilisában egészségi állapota miatt lemondott néhány európai turné időpontot. A következő hónapban egészségügyi okok miatt lemondta a turnéja fennmaradó részét. 2023 augusztusában a Papaoutai című dalához készült videóklippel Indila után ő lett a második előadó, akinek francia nyelvű dala meghaladta az egymilliárdos nézettséget.
2024-ben Stromae közreműködött az Arcane második évadának soundtrackjén a Ma meilleure ennemie című számban a francia énekesnő, Pomme oldalán.

## Magánélete
2015. december 12-én Stromae és Coralie Barbier privát keretek között házasságot kötöttek.

## Diszkográfia

### Nagylemezek
- Cheese (2010)
- Racine carrée (2013)
- Multitude (2022)

### Középlemezek (EP)
- Juste un cerveau, un flow, un fond et un mic... (2007)

### Koncertalbumok
- Racine carrée Live (2015)

## Fordítás
- Ez a szócikk részben vagy egészben  a   Stromae című angol Wikipédia-szócikk fordításán alapul.  Az eredeti cikk szerkesztőit annak laptörténete sorolja fel. Ez a jelzés csupán a megfogalmazás eredetét és a szerzői jogokat jelzi, nem szolgál a cikkben szereplő információk forrásmegjelöléseként.